# 鐵綠會
鐵綠會（日语：／ tetsuryokukai），是日本一家以中高6年一貫校的學生為對象的東京大學入學考試專門輔導補習班。

## 概要
創立於公元1983年，講師主要為東京大學的大學生、研究生、畢業生。
「鐵」為東京大學醫學部的同窗會鐵門俱樂部之意；「綠」為東京大學法學部的學生會綠會之意。
由「株式会社東京教育研」運營。2007年12月3日，成為倍樂生的子公司。
收生方面主要考慮「指定校」的學生，即根據各學校近年學生考入東京大學的成績，從而指定部分學校為免除入會考試的「指定校」。但指定校以外的學生若通過鐵綠會之入會考試，亦有可能入學。

## 所在地
- 東京校本部校舍（東京都澀谷區代代木）
- 東京2號館（東京都澀谷區代代木）
- 東京NMF教室（東京都澀谷區代代木）
- 東京校MAYNDS TOWER（日语：新宿マインズタワー）教室（東京都澀谷區代代木）
- 大阪校本部校舍（大阪府大阪市北區芝田（日语：芝田 (大阪市)））
- 大阪校京都教室（京都府京都市下京區）
- 大阪校西宮北口教室（兵庫縣西宮市南昭和町）

## 外部連結
- 鐵綠會 （页面存档备份，存于）
- 鐵綠會大阪校 （页面存档备份，存于）